# Piers Courage
Pour les articles homonymes, voir Courage, Courage Compétition et Courage (homonymie).
Piers Courage est un pilote automobile anglais, né le 27 mai 1942 à Colchester dans le Comté d'Essex en Angleterre et mort à 28 ans, le 21 juin 1970, à Zandvoort, dans la région d'Hollande-Septentrionale, aux Pays-Bas, dans un accident lors du Grand Prix des Pays-Bas. Courage a notamment disputé quatre saisons de championnat du monde de Formule 1, de 1967 à 1970. 
En 27 Grands Prix, il a inscrit 20 points, parcouru 2 tours en tête et décroché deux podiums (second à Monaco et à Watkins Glen en 1969). Son meilleur classement en championnat du monde est une huitième place en 1969.

## Les débuts en compétition
Piers Courage commence dans la course automobile grâce au soutien financier de son père qui dirige la prospère brasserie industrielle de Colchester. Il fait ses premières armes lors de compétitions locales en 1962 sur une Lotus Seven.
En 1964, il dispute, sur Lotus 22 en compagnie de Jonathan Williams, une série de courses de Formule 3 en Europe et se forge un premier palmarès (troisième place à Reims, puis deuxième place à Zandvoort) qui lui vaut d'être engagé dès 1965 dans l'écurie de Charles Lucas qui aligne cette année-là des Brabham. Piers obtient quatre succès lors de cette deuxième campagne. Ces résultats incitent Colin Chapman à l'intégrer au sein du Charles Lucas Team Lotus pour la saison 1966 ; en dépit d'un châssis Lotus 41 moins performant que le Brabham, Piers Courage enlève le Trophée Craven A en s'imposant à Pau, Rouen et Albi.

## Formule 2 et Formule 1
Piers Courage participe, au volant d'une Lotus de Formule 2 d'usine (Ron Harris Team Lotus) qui complète le plateau des Formule 1, au Grand Prix automobile d'Allemagne 1966 sur le Nürburgring.
En 1967, il reçoit une offre de BRM en Formule 1 pour piloter la BRM P261 mais, entamée avec le Grand Prix d'Afrique du Sud 1967, l'expérience s'arrête à l'issue du Grand Prix de Monaco. Parallèlement, il court en Formule 2 sur une McLaren M4A (en) de l'écurie privée de John Coombs ; en fin de saison, il loue ce châssis pour s'engager en série Tasmane où il remporte la huitième et dernière épreuve et se classe troisième du championnat derrière Jim Clark et Chris Amon. 
Cette performance lui permet d'être engagé, en 1968 au sein du Reg Parnell Racing. Comme d'usage à l'époque, Courage cumule les championnats du monde de Formule 1 et de Formule 2 (au sein de l'écurie de Frank Williams qui lui confie le volant d'une Brabham BT23 (en)). Courage obtient son premier succès en Formule 2 lors du Grand Prix de Buenos Aires au cours de la temporada argentine. En Formule 1, il dispute onze Grands Prix au volant de la nouvelle BRM P126 à moteur V12. Malgré six abandons sur panne mécanique, il termine dix-neuvième du championnat du monde des pilotes grâce à sa sixième place au Grand Prix de France puis à sa quatrième du Grand Prix d'Italie.

## Première saison prometteuse avec Williams

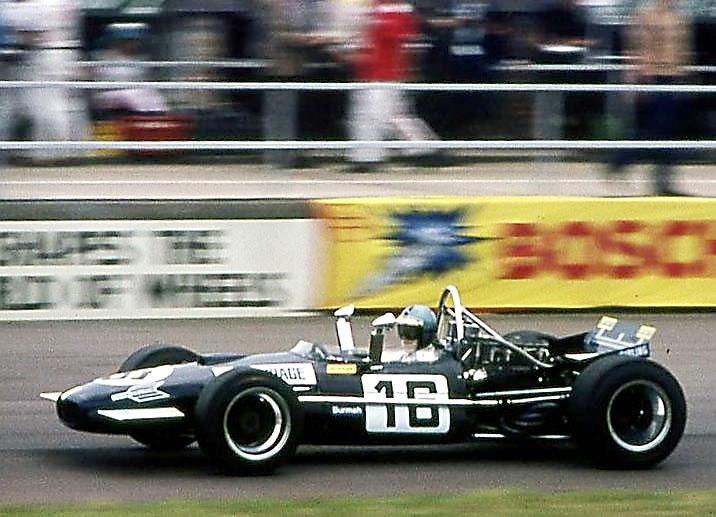
Piers Courage sur la Brabham BT26 de l'écurie Williams au GP de Grande-Bretagne 1969

En 1969, Frank Williams, qui décide de s'engager en Formule 1, le recrute pour piloter une Brabham BT26A motorisée par un Ford-Cosworth DFV V8. Courage dispute dix Grands Prix et se met en valeur dès la seconde course, à Monaco où il termine second derrière le champion de l'épreuve Graham Hill. Il se classe cinquième en Grande-Bretagne et récidive en Italie où il mène, à deux reprises, le Grand Prix. Il obtient une nouvelle seconde place lors du Grand Prix des États-Unis, à Watkins Glen, remporté par Jochen Rindt. Avec 16 points, il se classe huitième du championnat du monde des pilotes. Courage court également en Formule 2 où il remporte le Grand Prix de Méditerranée, disputé en Sicile à Enna.

## Brisé dans son élan

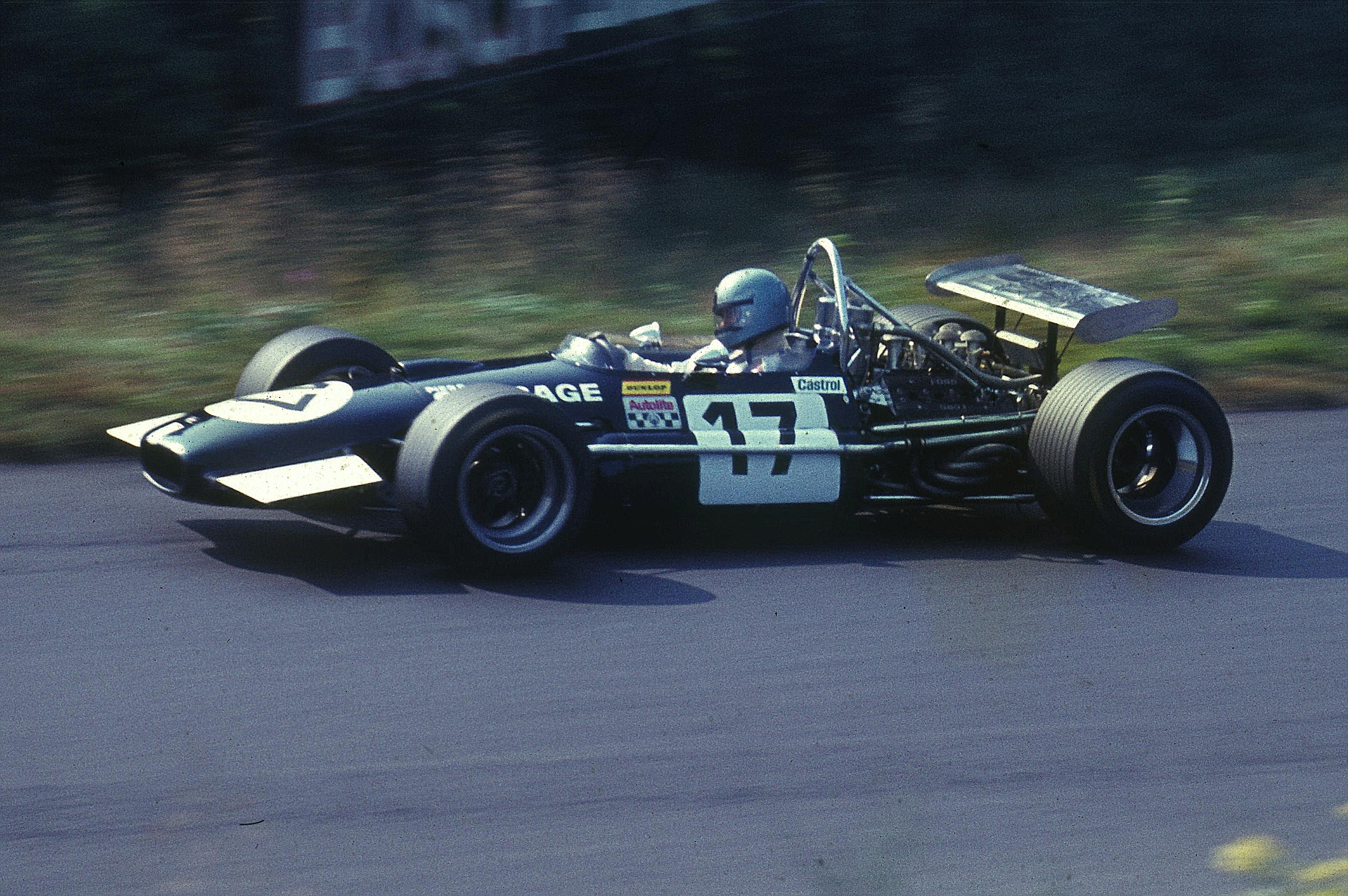
Piers Courage sur Brabham-Ford lors des essais du Grand Prix d'Allemagne 1969

En 1970, les bons résultats de la petite structure privée attirent l'attention du riche industriel argentin Alejandro de Tomaso qui propose à Frank Williams d'engager un châssis de Tomaso 505 conçu par Giampaolo Dallara et mû par V8 Cosworth. Hors-championnat, Courage obtient la troisième place du BRDC International Trophy sur De Tomaso 38, après avoir obtenu la victoire en sport-prototypes en janvier lors des 200 miles de Buenos Aires avec Andrea De Adamich sur Alfa Romeo Type 33/3 d'Autodelta. En championnat du monde, les résultats sont plus décevants et l'association Williams-De Tomaso tourne rapidement au fiasco : la voiture est désespérément lente et peu fiable. Courage ne reçoit pas le drapeau à damiers lors des quatre premiers Grand Prix de la saison. 
Puis vient le Grand Prix des Pays-Bas, disputé à Zandvoort. La De Tomaso, pour combattre son surplus pondéral, utilise un châssis en magnésium, léger mais sensible à l'embrasement. Courage est victime d'une sortie de piste et sa monoplace s'embrase quasi-instantanément, la température est si élevée que certains arbres alentour prennent feu également. Il semble toutefois que Piers Courage ne soit pas mort carbonisé mais qu'il ait succombé lors de l'impact, son casque ayant été retrouvé loin du brasier.
Trois ans plus tard, Roger Williamson se tue au même endroit dans des circonstances proches malgré les efforts désespérés de David Purley pour l'extraire de sa monoplace en flammes. Le magnésium utilisé dans la conception du châssis est aussi à l'origine de la mort de Jo Schlesser, en 1968 au Grand Prix de France à Rouen-les-Essarts lorsque sa Honda RA302 quitta la piste et s'embrasa à la suite d'un choc contre le talus.

## Son ami, Jochen Rindt
Piers Courage et Jochen Rindt étaient des amis inséparables. Ils voyageaient ensemble d'un circuit à l'autre et descendaient dans les mêmes hôtels où, avec leurs épouses, ils faisaient table commune. Jochen Rindt remporte le Grand Prix de Zandvoort où son ami vient de trouver la mort. En course, sur le lieu de l'accident, il ne voit qu'un gigantesque brasier. Impossible de savoir quel pilote est dans les flammes ou s'il a pu s'en extirper. Rindt apprend la tragique nouvelle dès la descente de sa Lotus 72. Sur le podium, assailli de désespoir, il demeure impassible.
Cinq Grands Prix plus tard, le 5 septembre 1970, lors des essais du Grand Prix de Monza, Jochen Rindt se tue au volant de sa Lotus ; il est sacré champion champion du monde des pilotes de Formule 1 1970 à titre posthume.

## Résultats en championnat du monde de Formule 1
| Saison | Écurie                   | Châssis       | Moteur               | Pneus     | GP disputés | Podiums | Abandons | Points inscrits | Classement |
| ------ | ------------------------ | ------------- | -------------------- | --------- | ----------- | ------- | -------- | --------------- | ---------- |
| 1967   | Reg Parnell Racing       | Lotus 25      | BRM P56 V8           | Firestone | 1           | 0       | 1        | 0               | n.c.       |
| 1967   | Reg Parnell Racing       | BRM P261      | BRM P56 V8           | Firestone | 1           | 0       | 1        | 0               | n.c.       |
| 1967   | Reg Parnell Racing       | BRM P83       | BRM P75 H16          | Firestone | 0           | 0       | 0        | 0               | n.c.       |
| 1968   | Reg Parnell Racing       | BRM P126      | BRM P142 V12         | Goodyear  | 11          | 0       | 7        | 4               | 19e        |
| 1969   | Williams Racing Cars Ltd | Brabham BT26A | Ford-Cosworth DFV V8 | Dunlop    | 10          | 2       | 5        | 16              | 8e         |
| 1970   | Williams Racing Cars Ltd | De Tomaso 505 | Ford-Cosworth DFV V8 | Dunlop    | 4           | 0       | 4        | 0               | n.c.       |

## Résultats aux 24 heures du Mans
| Année | Équipe                     | Voiture           | Équipiers            | Résultat |
| ----- | -------------------------- | ----------------- | -------------------- | -------- |
| 1966  | Maranello Concessionnaires | Ferrari 275 GTB   | Roy Pike             | 8e       |
| 1967  | Maranello Concessionnaires | Ferrari 412 P     | Richard Attwood      | Abandon  |
| 1969  | Ecurie Matra Elf           | Matra Simca MS650 | Jean-Pierre Beltoise | 4e       |
| 1970  | Autodelta SpA              | Alfa Romeo T33/3  | Andrea de Adamich    | Abandon  |